# Liolaemus gardeli
Liolaemus gardeli (лат.) — вид небольших ящериц семейства Liolaemidae. Эндемик Уругвая, обитающий только на песчаных дюнах в департаменте Такуарембо.

## Таксономия
Видовое название дано в честь латиноамериканского певца Карлоса Гарделя, по одной из версий родившийся в департаменте Такуарембо, на территории которого находится единственное известное место обитания вида.

## Внешний вид
Небольшие ящерицы длиной тела 22,6—48,9 мм, являясь одним из самых мелки видов комплекса Liolaemus wiegmannii. Кроме того, Liolaemus gardeli отличается относительно более широкой головой. В области перед клоакой имеется 4—7 пор оранжевого цвета. Голова бежевая с небольшими коричневыми пятнышками. От шеи вдоль хребта до основания хвоста проходят две светло-коричневые полосы. Между полосами рисунок по всей спине тянется из оранжевых четырёхугольных пятен, за которыми следуют тёмно-коричневые пятна. Каждое коричневое пятно обрамлено белым сзади. Подбородочный и губные щитки ярко-красные.  Нижняя часть тела белая. У самцов от подбородка до середины тела рассеяны красновато-оранжевые пятна. Самки отличаются от самцов более тусклой окраской и меньшим количеством преанальных пор.

## Распространение
Известен только с типовой территории в департаменте Такуарембо (Уругвай).

## Образ жизни
Обитает на песчаных дюнах с редкой псаммофитной растительностью, представленной преимущественно Panicum racemosum, Senecio crassiflorus, Hydrocotyle bonariensis, Medicago minima, Dichondra microcalyx и Повоем сольданеллевым. В случае опасности легко закапывается в песок. Может также скрыться в основаниях кустарников или в норах девятипоясных броненосцев. Всеяден. В вскрытых желудках были найдены остатки муравьёв, пауков, полужесткокрылых, двукрылых, жуков и растений (плодов осоковых и злаковых растений).